# 傑克·凱魯亞克巷
傑克·凱魯亞克巷 (原為 Adler Alley 或稱 Adler Place) 是一條單向道巷子，位於舊金山唐人街，連接都板街和哥倫布大道。

## 历史
這條巷子名字來源是紀念《垮掉的一代》的作者傑克·凱魯亞克，因他從前常去巷子裡旁的酒吧和書店。
原本這條巷子是一條普遍都是垃圾堆滿地的地方和卡車的快捷路徑。1988年，城市之光書店創始人之一、詩人劳伦斯·弗林盖蒂提出了他改造的小巷的想法，並告訴了舊金山監事會。該項目涉及重鋪巷子，進入禁止機動車輛，並安裝新的路燈。 2007年3月，巷子新的外觀重新向公眾開放，並於2007年4月舉行慶祝典禮，巷子其刻上西洋和中國詩詞作品，包括詩人如約翰·史坦貝克、馬婭·安傑盧，和凱魯亞克本人。

## 圖片集

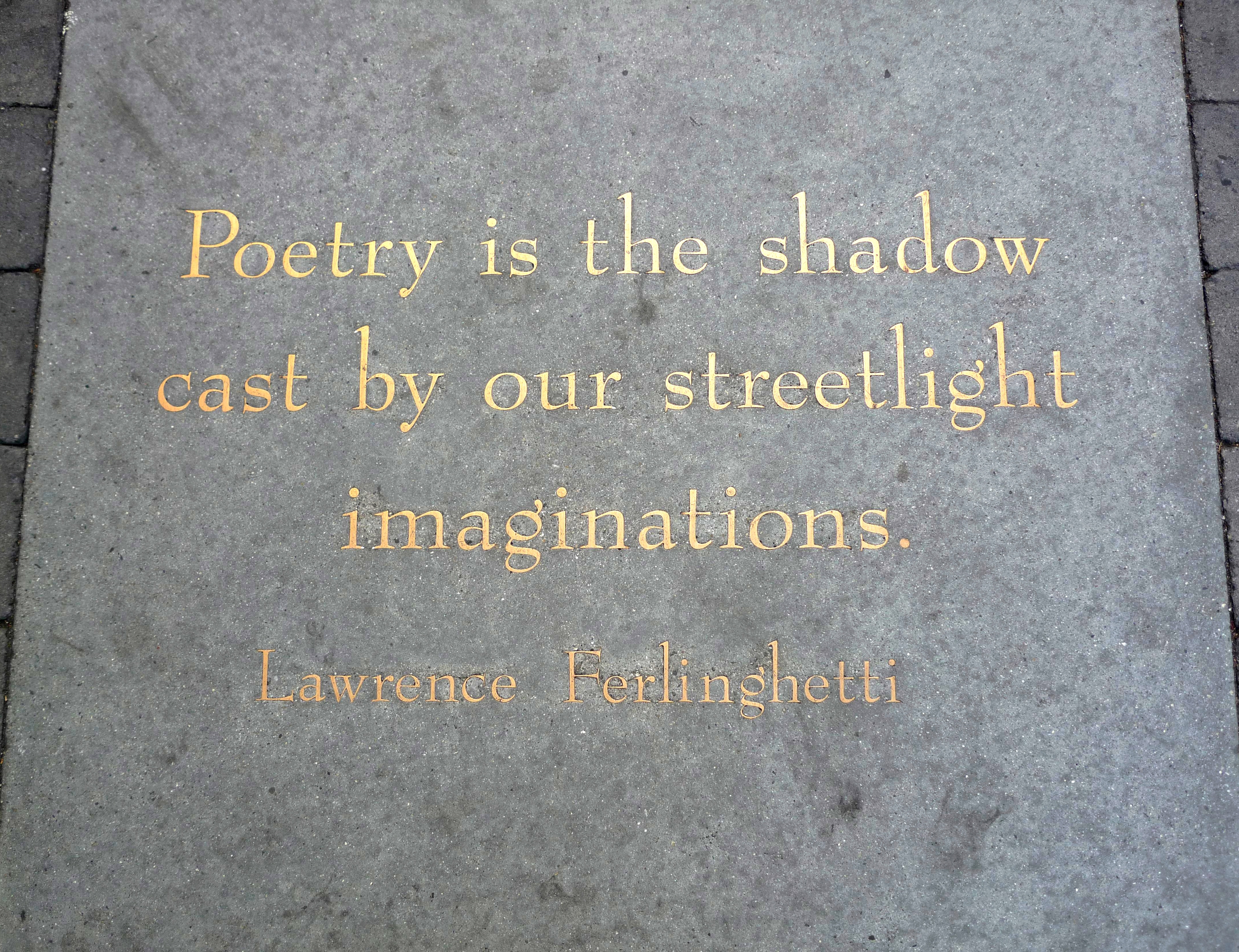
劳伦斯·弗林盖蒂的詩詞步磚
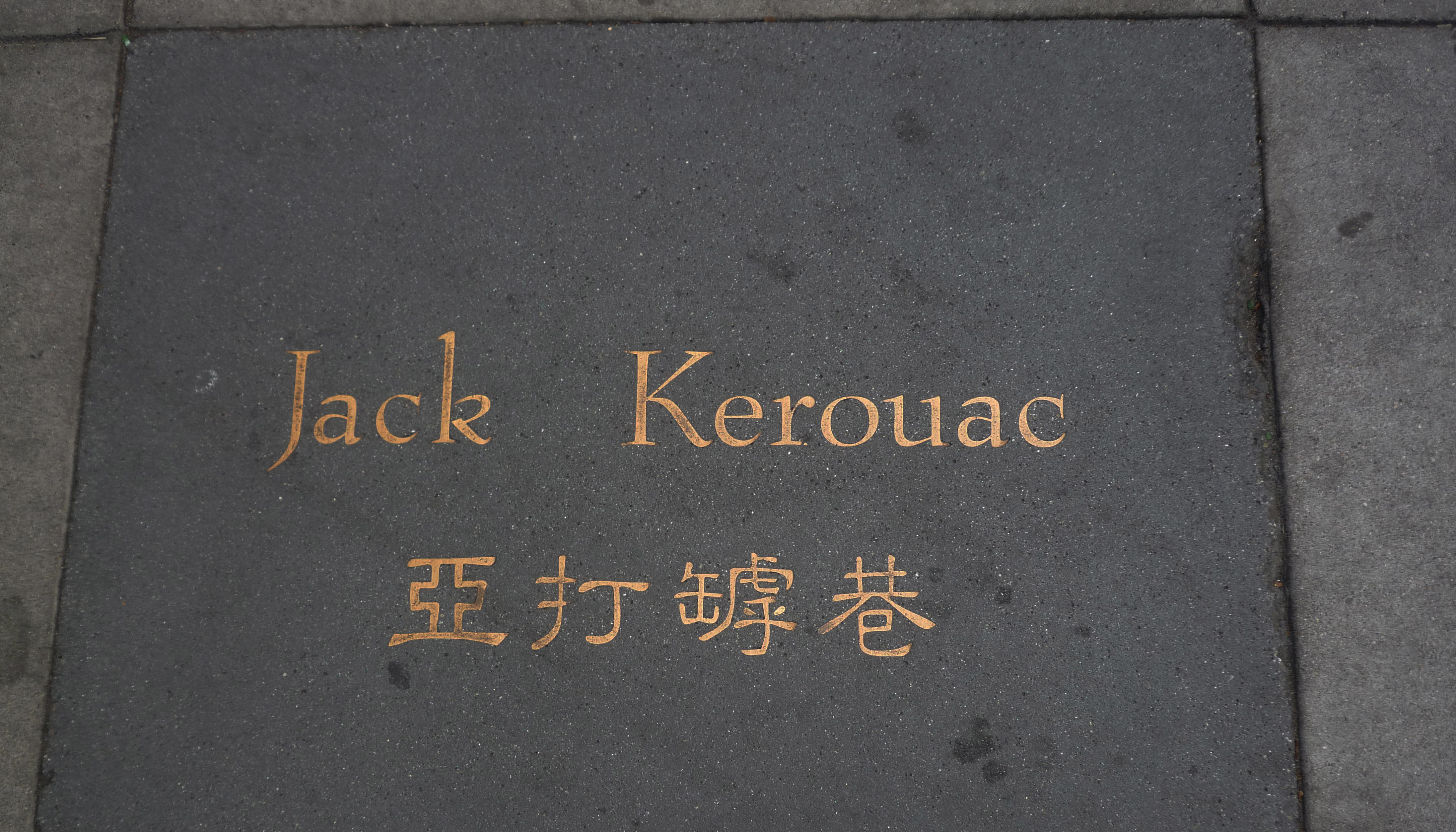
步磚上有傑克·凱魯亞克的名字
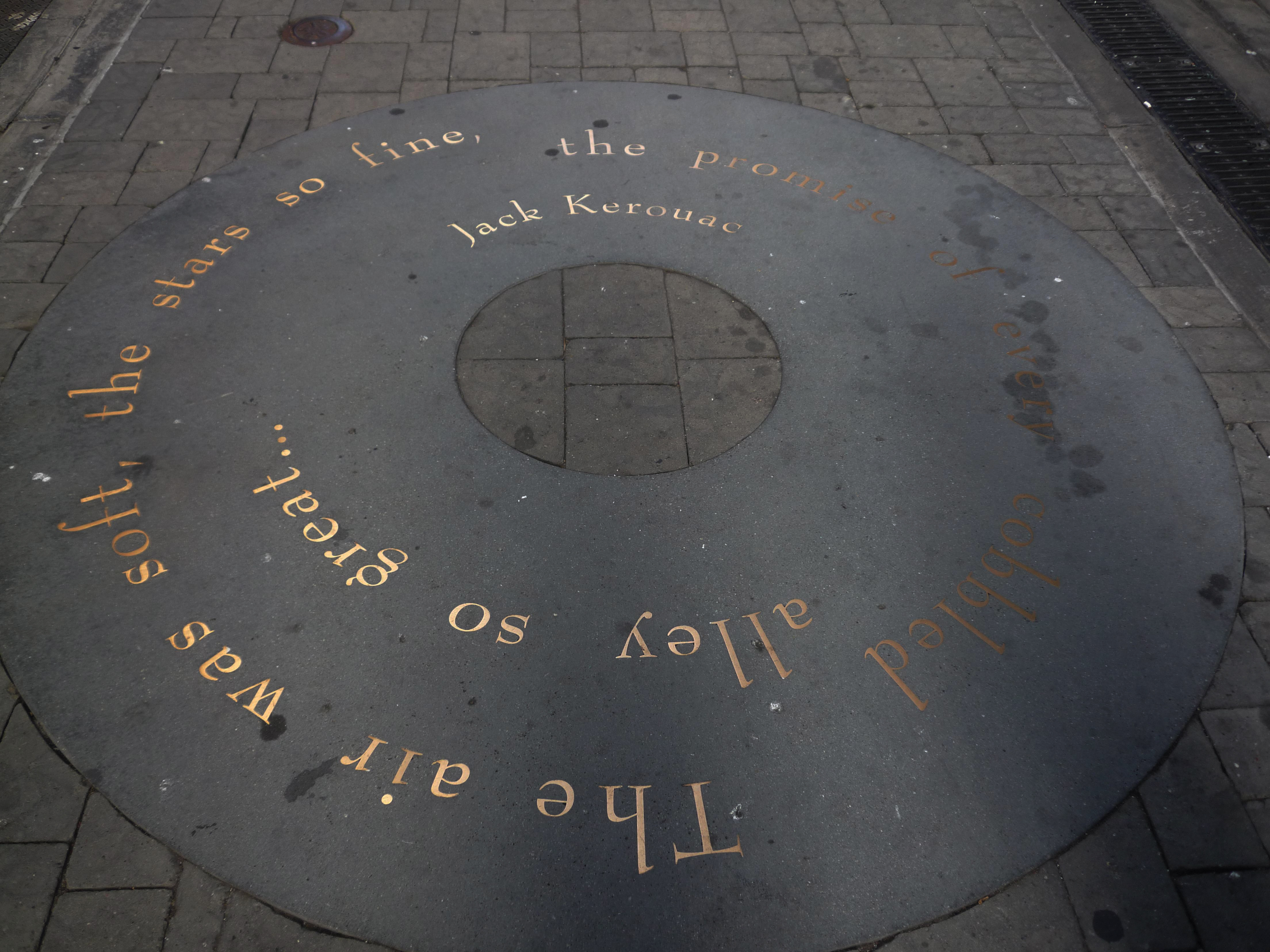
傑克·凱魯亞克的詩詞步磚
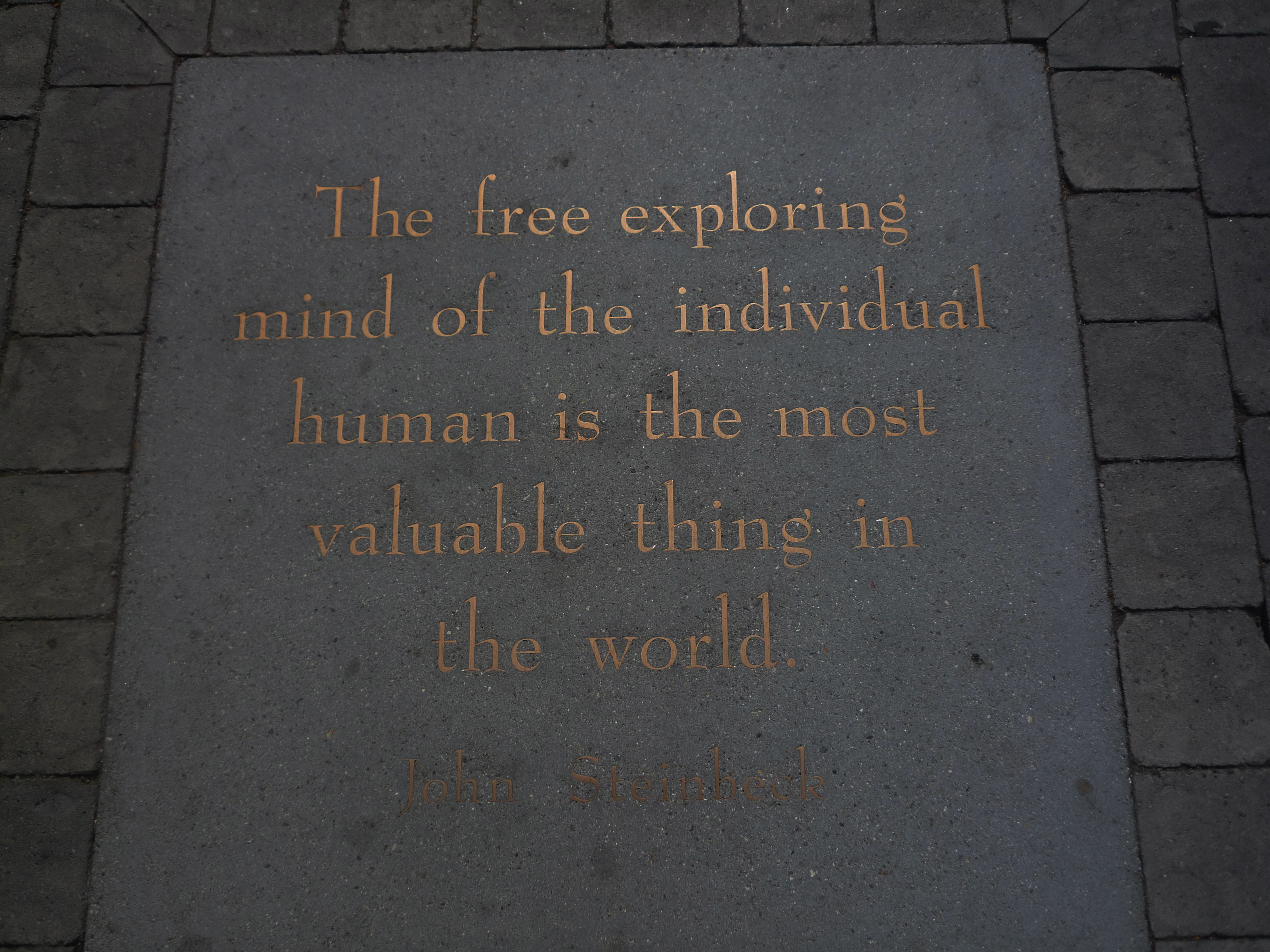
約翰·史坦貝克的詩詞步磚
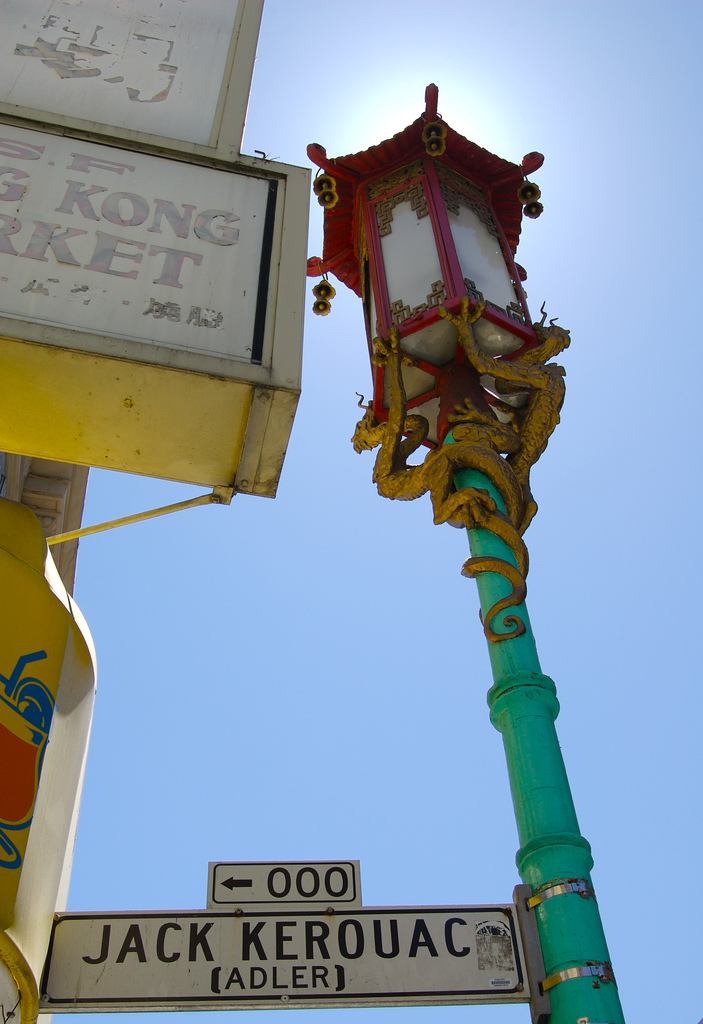
街道的指引標誌

## 外部連結
- A picture of Jack Kerouac Alley on Flickr （页面存档备份，存于）

37°47′51″N 122°24′24″W / 37.7975°N 122.4067°W